# 2017-es Junior Eurovíziós Dalfesztivál
A 2017-es Junior Eurovíziós Dalfesztivál volt a tizenötödik Junior Eurovíziós Dalfesztivál, melynek Grúzia fővárosa, Tbiliszi adott otthont. A helyszín a Olimpiai Palota volt. Az Eurovíziós Dalfesztivállal ellenben itt nem az előző évi győztes rendez, hanem pályázni kell a rendezés jogára, azonban az előző év győztese előnyt élvez ezen jog megszerzésében. Sorozatban másodszor, összesen ötödik alkalommal fordult elő, hogy az előző évi győztes rendezte a dalfesztivált. A 2016-os Junior Eurovíziós Dalfesztivál a grúz Mariam Mamadashvili győzelmével zárult, aki a Mzeo című dalát adta elő Vallettában.
16 ország erősítette meg a részvételét a dalfesztiválra, beleértve Portugáliát, mely kilenc kihagyott év után tért vissza. Bulgária és Izrael pedig visszalépett.

## A helyszín és a verseny
2017. február 1-jén vált hivatalossá, hogy a dalfesztiválnak az előző év győztese, Grúzia ad otthont. A háromszoros győztes országnak azonban ez volt az első rendezése. Február 26-án jelentették be, hogy az ország fővárosa, Tbiliszi nyerte el a rendezés jogát. A dalversenyt eredetileg a 11 000 férőhelyes Tbiliszi Sportpalotában rendezték volna meg, azonban augusztus 9-én bejelentették, hogy a szervezők által megfelelőbbnek talált, 4 000 férőhelyes Olimpiai Palota ad otthont a versenynek.
| Grúzia Tbiliszi |

Május 12-én mutatták be a verseny hivatalos logóját és szlogenjét: a logón a Nap látható színes sugarakkal, a szlogen pedig Shine Bright (magyarul: Ragyogj fényesen) lett.
A szervezők rendhagyó módon, nyílt pályázat során választották ki a rendezvény házigazdáit. A jelentkezés feltételeiként mindössze a folyékony angoltudást és a műsorvezetésben jártasságot szabták meg. Végül október 3-án jelentették be a verseny két műsorvezetőjét Helen Kalandadze és Lizi Pop személyében. Előbbi a 2010-es Eurovíziós Dalfesztiválon Sopho Nizharadze háttérénekese volt, míg utóbbi a 2014-es Junior Eurovíziós Dalfesztiválon képviselte a házigazda országot. A verseny történetében 2017 volt az első alkalom, hogy a dalfesztivál egy korábbi versenyzője, valamint hogy egy tizenhat évnél fiatalabb személy műsorvezetői feladatokat látott el.

## A résztvevők
2017. augusztus 9-én jelentették be a résztvevők hivatalos listáját. Sorozatban másodszor nem csatlakozott új ország a mezőnyhöz, azonban kilenc kihagyott év után visszatért Portugália. Az ország visszatérésében szerepet játszhatott történelmük első győzelme a 2017-es Eurovíziós Dalfesztiválon.
Bulgária, mely eredetileg jelezte részvételi szándékát, majd később visszavonta azt, végül nem küldött versenyzőt a grúz fővárosba, ahogy az előző évben visszatérőként induló Izrael sem.
Így tizenhat ország alkotta a 2017-es Junior Eurovíziós Dalfesztivál mezőnyét.

## A versenyszabályok változása
Két szabálymódosítást vezettek be a szervezők a dalokra vonatkozóan: a dalok a korábbi maximum 25% helyett ezentúl legfeljebb 40%-ban tartalmazhatnak angol nyelvű részt, továbbá a korábban megengedett öt helyett már hat vokalista hangja szólhat felvételről.
Változtattak a szavazási rendszeren is: ettől az évtől kezdve a közönség számára lehetővé teszik az interneten való szavazást, melynek első fordulója már a versenyt megelőző pénteken elindul. A hivatalos oldalon történő szavazás előtt mindenkinek meg kell tekintenie a dalok összefoglaló videóját, ezt követően pedig a szavazófelületen rendelkezésre állnak a próbák hivatalos felvételeinek egyperces részletei is. A szavazást a verseny napján, kora délután lezárják, majd az adásban, az összes produkció elhangzását követően, tizenöt percre újraindítják. Az internetes szavazás és a zsűri által kiosztott pontok pedig fele-fele arányban számítanak bele a végeredménybe.

## A versenyt megelőző időszak

### Nemzeti válogatók
A versenyre nevező 16 ország közül 8 nemzeti döntő keretein belül, 6 belső kiválasztással, 2 a két módszer együttes alkalmazásával választotta ki indulóját.
Az indulók közül Albánia, Fehéroroszország, Hollandia, Írország, Lengyelország, Málta, Oroszország, Szerbia, Ukrajna apróbb változtatásokkal ugyanazt azt a nemzeti döntőt rendezte meg, mint a legutóbbi részvétele során.
| Ország           | Választás módszere                           | Válogató / Bemutató műsor                       | Közvetítő csatorna           | Kiválasztás / Bemutatás dátuma | Kiválasztás / Bemutatás dátuma |
| Ország           | Választás módszere                           | Válogató / Bemutató műsor                       | Közvetítő csatorna           | Előadó                         | Dal                            |
| ---------------- | -------------------------------------------- | ----------------------------------------------- | ---------------------------- | ------------------------------ | ------------------------------ |
| Albánia          | nemzeti döntő                                | Junior Fest                                     | RTSH                         | 2017. október 14.              | 2017. október 14.              |
| Ausztrália       | belső kiválasztás                            | Nem rendeztek válogatóműsort                    | Nem rendeztek válogatóműsort | 2017. szeptember 10.           | 2017. október 8.               |
| Ciprus           | belső kiválasztás                            | Nem rendeztek válogatóműsort                    | Nem rendeztek válogatóműsort | 2017. szeptember 15.           | 2017. október 6.               |
| Fehéroroszország | nemzeti döntő                                | Nem volt külön elnevezése a válogatóműsornak    | Belarusz-1, Belarusz-24      | 2017. augusztus 25.            | 2017. augusztus 25.            |
| Grúzia           | belső kiválasztás                            | Nem rendeztek válogatóműsort                    | Nem rendeztek válogatóműsort | 2017. szeptember 8.            | 2017. október 20.              |
| Hollandia        | előadó: nemzeti döntő dal: belső kiválasztás | Junior Songfestival                             | AVROTROS                     | 2017. szeptember 16.           | 2017. október 6.               |
| Írország         | nemzeti döntő                                | Junior Eurovision Éire                          | TG4                          | 2017. november 19.             | 2017. november 19.             |
| Lengyelország    | nemzeti döntő                                | Krajowe Eliminacje do Konkursu Eurowizja Junior | TVP                          | 2017. október 1.               | 2017. október 1.               |
| Macedónia        | belső kiválasztás                            | Nem rendeztek válogatóműsort                    | Nem rendeztek válogatóműsort | 2017. szeptember 8.            | 2017. október 8.               |
| Málta            | előadó: nemzeti döntő dal: belső kiválasztás | Malta Junior Eurovision Song Contest 2017       | TVM                          | 2017. július 1.                | 2017. szeptember 29.           |
| Olaszország      | belső kiválasztás                            | Nem rendeztek válogatóműsort                    | Nem rendeztek válogatóműsort | 2017. október 4.               | 2017. október 4.               |
| Oroszország      | nemzeti döntő                                | Nem volt külön elnevezése a válogatóműsornak    | Karuszel                     | 2017. június 3.                | 2017. június 3.                |
| Örményország     | belső kiválasztás                            | Nem rendeztek válogatóműsort                    | Nem rendeztek válogatóműsort | 2017. július 18.               | 2017. október 23.              |
| Portugália       | nemzeti döntő                                | Júniores de Portugal                            | RTP                          | 2017. október 5.               | 2017. szeptember 29.           |
| Szerbia          | nemzeti döntő                                | Nem volt külön elnevezése a válogatóműsornak    | RTS                          | 2017. szeptember 30.           | 2017. szeptember 30.           |
| Ukrajna          | nemzeti döntő                                | Nem volt külön elnevezése a válogatóműsornak    | UA:Persij                    | 2017. augusztus 25.            | 2017. augusztus 25.            |

## Döntő
| #  | Ország           | Nyelv          | Előadó                        | Dal                  | Magyar fordítás        | Helyezés | Pontszám |
| -- | ---------------- | -------------- | ----------------------------- | -------------------- | ---------------------- | -------- | -------- |
| 01 | Ciprus           | görög, angol   | Nikól Nikoláu                 | I Wanna Be a Star    | Sztár akarok lenni     | 16.      | 45       |
| 02 | Lengyelország    | lengyel        | Alicja Rega                   | Mój dom              | Otthonom               | 8.       | 138      |
| 03 | Hollandia        | holland, angol | Fource                        | Love Me              | Szeress                | 4.       | 156      |
| 04 | Örményország     | örmény, angol  | Misha                         | Boomerang            | Bumeráng               | 6.       | 148      |
| 05 | Fehéroroszország | orosz          | Helena Meraaj                 | I Am The One         | Én vagyok az           | 5.       | 149      |
| 06 | Portugália       | portugál       | Mariana Venâncio              | Youtuber             | —                      | 14.      | 54       |
| 07 | Írország         | ír             | Muireann McDonnell            | Súile Glasa          | Zöld szemek            | 15.      | 54       |
| 08 | Macedónia        | macedón, angol | Mina Blažev                   | Dancing Through Life | Életen át táncolni     | 12.      | 69       |
| 09 | Grúzia           | grúz           | Grigol Kipsidze               | Voice of the Heart   | A szív hangja          | 2.       | 185      |
| 10 | Albánia          | albán, angol   | Ana Kodra                     | Don’t Touch My Tree  | Ne érintsd meg a fámat | 13.      | 67       |
| 11 | Ukrajna          | ukrán, angol   | Anasztaszija Bahinszka        | Don’t Stop           | Ne állj meg            | 7.       | 147      |
| 12 | Málta            | angol, máltai  | Gianluca Cilia                | Dawra Tond           | Fordulj meg            | 9.       | 107      |
| 13 | Oroszország      | orosz, angol   | Polina Boguszevics            | Wings                | Szárnyak               | 1.       | 188      |
| 14 | Szerbia          | szerb          | Irina Brodić és Jana Paunović | Ceo svet je naš      | Miénk a világ          | 10.      | 92       |
| 15 | Ausztrália       | angol          | Isabella Clarke               | Speak Up             | Beszélj hangosan       | 3.       | 172      |
| 16 | Olaszország      | olasz, angol   | Maria Iside Fiore             | Scelgo (My Choice)   | Döntök (A döntésem)    | 11.      | 86       |

## Ponttáblázat

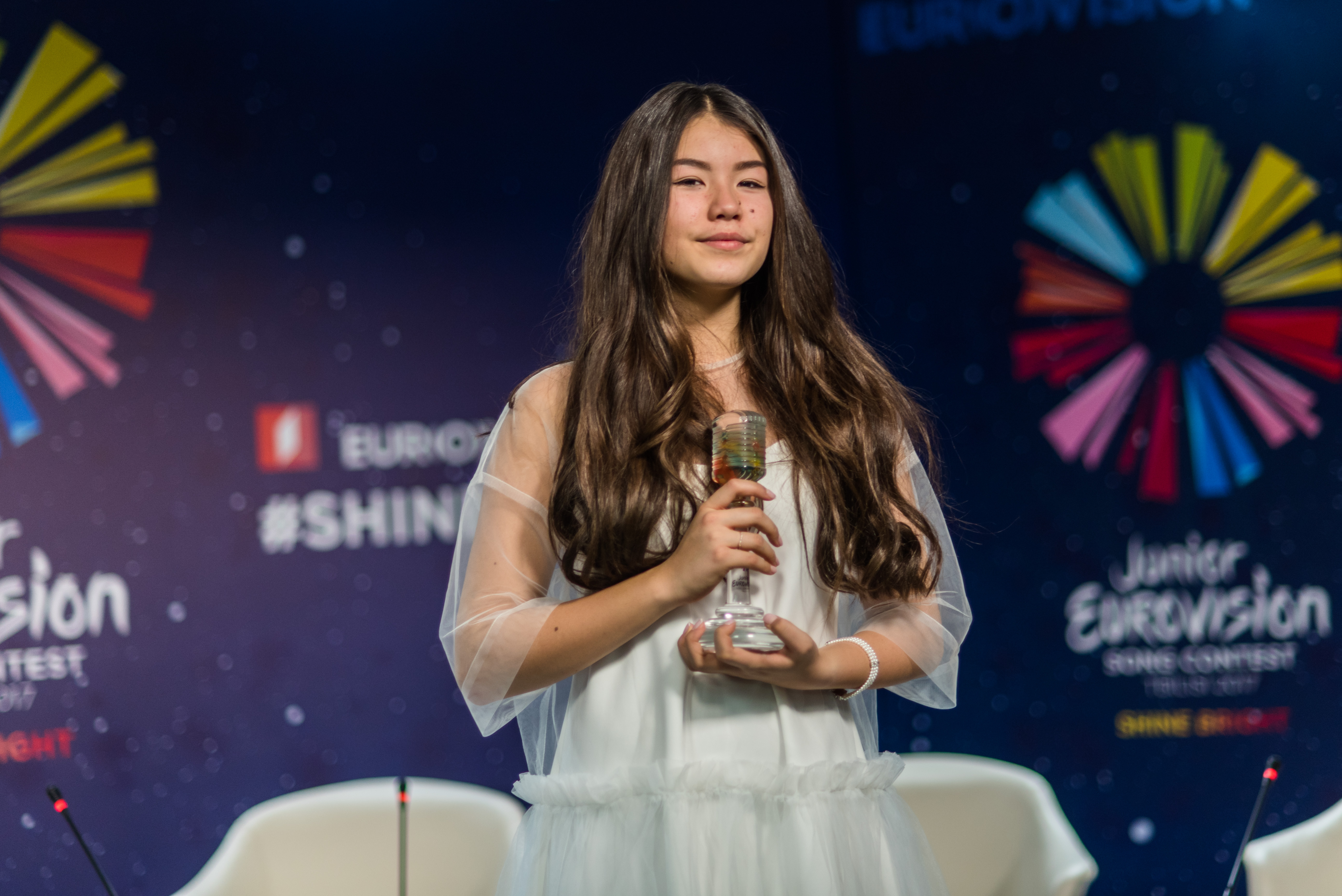
Polina Boguszevics, a verseny orosz győztese

| Ország           | Össz. | Nézők | Zsűrik | Zsűrik        | Zsűrik    | Zsűrik       | Zsűrik           | Zsűrik     | Zsűrik   | Zsűrik    | Zsűrik | Zsűrik  | Zsűrik  | Zsűrik | Zsűrik      | Zsűrik  | Zsűrik     | Zsűrik      |
| Ország           | Össz. | Nézők | Ciprus | Lengyelország | Hollandia | Örményország | Fehéroroszország | Portugália | Írország | Macedónia | Grúzia | Albánia | Ukrajna | Málta  | Oroszország | Szerbia | Ausztrália | Olaszország |
| ---------------- | ----- | ----- | ------ | ------------- | --------- | ------------ | ---------------- | ---------- | -------- | --------- | ------ | ------- | ------- | ------ | ----------- | ------- | ---------- | ----------- |
| Ciprus           | 45    | 40    |        | 2             |           | 1            |                  |            | 2        |           |        |         |         |        |             |         |            |             |
| Lengyelország    | 138   | 61    | 1      |               | 10        | 6            | 4                | 5          | 12       | 7         | 2      | 8       | 3       | 6      | 5           | 1       | 6          | 1           |
| Hollandia        | 156   | 112   | 5      | 4             |           | 10           | 6                |            |          |           | 1      |         | 4       |        | 4           | 5       |            | 5           |
| Örményország     | 148   | 56    | 12     | 10            |           |              | 8                | 8          |          | 2         | 10     | 10      | 10      | 7      | 10          | 2       | 3          |             |
| Fehéroroszország | 149   | 69    | 6      | 5             | 2         | 7            |                  | 10         | 1        | 5         | 5      | 5       | 2       | 12     | 8           | 4       | 8          |             |
| Portugália       | 54    | 45    |        |               |           | 2            |                  |            |          |           | 4      |         |         |        |             |         |            | 3           |
| Írország         | 54    | 42    |        |               |           |              |                  | 3          |          |           |        | 3       | 1       |        | 1           |         |            | 4           |
| Macedónia        | 69    | 41    |        | 1             | 3         | 3            | 1                | 1          | 4        |           |        | 6       |         | 5      |             | 3       | 1          |             |
| Grúzia           | 185   | 42    | 3      | 12            | 7         | 12           | 12               | 7          | 10       | 10        |        | 12      | 12      | 10     | 12          | 8       | 10         | 6           |
| Albánia          | 67    | 35    | 8      |               |           |              |                  |            | 7        | 3         |        |         |         |        | 2           |         | 4          | 8           |
| Ukrajna          | 147   | 67    | 7      | 6             | 5         | 8            | 5                | 4          | 3        | 6         | 8      | 2       |         | 4      | 3           | 12      | 7          |             |
| Málta            | 107   | 81    |        |               | 6         |              | 2                |            |          | 1         |        |         |         |        |             |         | 5          | 12          |
| Oroszország      | 188   | 66    | 10     | 8             | 8         | 4            | 10               | 12         | 5        | 12        | 12     | 7       | 5       | 8      |             | 7       | 12         | 2           |
| Szerbia          | 92    | 44    |        | 3             | 4         |              |                  | 2          | 6        | 8         | 3      | 4       | 7       | 2      |             |         | 2          | 7           |
| Ausztrália       | 172   | 79    | 2      | 7             | 12        | 5            | 7                | 6          | 8        | 4         | 7      | 1       | 8       | 3      | 7           | 6       |            | 10          |
| Olaszország      | 86    | 49    | 4      |               | 1         |              | 3                |            |          |           | 6      |         | 6       | 1      | 6           | 10      |            |             |

## Zsűri és nézői szavazás külön
| Helyezés | Zsűri szavazatok | Zsűri szavazatok | Nézői szavazatok | Nézői szavazatok |
| Helyezés | Ország           | Pontszám         | Ország           | Pontszám         |
| -------- | ---------------- | ---------------- | ---------------- | ---------------- |
| 1.       | Grúzia           | 143              | Hollandia        | 112              |
| 2.       | Oroszország      | 122              | Málta            | 81               |
| 3.       | Ausztrália       | 93               | Ausztrália       | 79               |
| 4.       | Örményország     | 92               | Fehéroroszország | 69               |
| 5.       | Fehéroroszország | 80               | Ukrajna          | 67               |
| 6.       | Ukrajna          | 80               | Oroszország      | 66               |
| 7.       | Lengyelország    | 77               | Lengyelország    | 61               |
| 8.       | Szerbia          | 48               | Örményország     | 56               |
| 9.       | Hollandia        | 44               | Olaszország      | 49               |
| 10.      | Olaszország      | 37               | Portugália       | 45               |
| 11.      | Albánia          | 32               | Szerbia          | 44               |
| 12.      | Macedónia        | 28               | Grúzia           | 42               |
| 13.      | Málta            | 26               | Írország         | 42               |
| 14.      | Írország         | 12               | Macedónia        | 41               |
| 15.      | Portugália       | 9                | Ciprus           | 40               |
| 16.      | Ciprus           | 5                | Albánia          | 35               |

## A szavazás és a nemzetközi közvetítések

### Pontbejelentők
A pontbejelentők között volt a grúz Lizi Tavberidze, aki 2015-ben a The Virus tagjaként képviselte országát, a 2014-es örmény versenyző, Betty, valamint az ukrán Szofija Rol, az ország 2016-os versenyzője.
| 1. Ciprus – María Hrisztofóru 2. Lengyelország – Dominika Ptak 3. Hollandia – Thijs Schlimback 4. Örményország – Betty 5. Fehéroroszország – Szaba Karazanasvili 6. Portugália – Duarte Valença 7. Írország – Walter McCabe 8. Észak-Macedónia – Kjara Blažev | 1. Grúzia – Lizi Tavberidze 2. Albánia – Sabjana Rizvanu 3. Ukrajna – Szofija Rol 4. Málta – Mariam Andghuladze 5. Oroszország – Tonja Vologyina 6. Szerbia – Mina Grujić 7. Ausztrália – Liam Clarke 8. Olaszország – Sofia Bartoli |

## Térkép

Részt vevő országok
Országok, melyek korábban részt vettek, de ebben az évben nem

### Kommentátorok
| Ország           | Kommentátor                             | Közvetítő csatorna                         |
| ---------------- | --------------------------------------- | ------------------------------------------ |
| Albánia          | Andri Xhahu                             | RTSH 1 HD                                  |
| Ausztrália       | Grace Koh, Pip Rasmussen és Tim Mathews | ABC Me (felvételről, 2017. november 27-én) |
| Ciprus           | Kiriákosz Pasztídisz                    | RIK 2, RIK Sat                             |
| Fehéroroszország | Jevhenyij Perlin                        | Belarusz-1, Belarusz-24                    |
| Grúzia           | Demetre Ergemlidze                      | 1TV                                        |
| Hollandia        | Jan Smit                                | NPO Zapp                                   |
| Írország         | Eoghan McDermott                        | TG4 (felvételről, 2 óra késéssel)          |
| Izrael           | Kommentár nélkül                        | KAN 11                                     |
| Kazahsztán       | N/A                                     | Channel 31                                 |
| Lengyelország    | Artur Orzech                            | TVP2                                       |
| Észak-Macedónia  | Eli Tanaszkovszka                       | MRT 1                                      |
| Málta            | Kommentár nélkül                        | TVM1                                       |
| Olaszország      | Laura Carusino és Mario Acampa          | RAI Gulp                                   |
| Oroszország      | Lipa Tyetyerics                         | Karuszel                                   |
| Örményország     | Gohar Gasparyan                         | H1                                         |
| Portugália       | Hélder Reis és Nuno Galopim             | RTP1, RTP Internacional, RTP África        |
| Szerbia          | Olga Kapor és Tamara Petković           | RTS2, RTS SAT                              |
| Ukrajna          | Tyimur Mirosnicsenko                    | UA:Persij                                  |

## Lásd még
- 2017-es Eurovíziós Dalfesztivál
- 2017-es Fiatal Táncosok Eurovíziója